# Tensei Kizoku no Isekai Bōken Roku
Tensei Kizoku no Isekai Bōken Roku (転生貴族の異世界冒険録?), conocida como Chronicles of an Aristocrat Reborn in Another World o The Aristocrat's Otherworldly Adventure: Serving Gods Who Go Too Far, es una serie de novelas ligeras japonesas escritas por Yashu. Comenzó su serialización en línea el 28 de octubre de 2016 en el sitio web de publicación de novelas generado por usuarios Shōsetsuka ni Narō, antes de publicarse impresa con ilustraciones de Mo en Hifumi Shobō a partir del 15 de junio de 2017 bajo su sello Saga Forest, y hasta el momento se han lanzado seis volúmenes.
Una adaptación a manga con ilustraciones de Nini comenzó a serializarse en el sitio web de manga Mag Comi de Mag Garden el 25 de marzo de 2018. Hasta el momento los capítulos individuales del manga se han recopilado en ocho volúmenes tankōbon. Una adaptación de la serie a anime producido por los estudios EMT Squared y Magic Bus se estrenó en el segundo trimestre de 2023.

## Sipnosis
Shiina Kazuya es un joven huérfano de Japón que una noche es apuñalado tratando de proteger a dos chicas de un delincuente. Sin embargo, en lugar de morir, despierta en el cuerpo de un joven aristócrata de 3 años llamado Cain von Silford, en un mundo de magia y espadas. Siendo atendido por los dioses que lo trajeron a este mundo, Cain ha recibido un inmenso poder mágico que debe mantener en secreto de todos mientras aprende a controlar dicho poder para un destino inevitable que pronto deberá enfrentar.

## Personajes
Cain von Silford (カイン・フォン・シルフォード Kain fon shirufōdo?)
 Seiyū: Yoshino Nanjō
Conocido anteriormente como "Kazuya Shiina", es un adolescente japonés que fue asesinado por un delincuente y reencarnó en otro mundo como el hijo de un señor en el Reino de Esfort. Bendecido con el poder de los 7 dioses, Cain rápidamente se vuelve mucho más fuerte que cualquier otro ser humano, usando el poder a su disposición para proteger a los inocentes y castigar a los malhechores, lo que pronto atrae la atención del rey, quien lo arregla para comprometerse con su hija, Telestia y su amiga cercana Silk; esto va en contra de los deseos de Cain, ya que detesta la etiqueta noble. A lo largo de la serie, Cain se fortalece mientras gana títulos y logros, y otras chicas también se comprometen con él, mientras se prepara para luchar contra un dios malvado que está a punto de despertar después de haber sido sellado hace siglos.
Telestia Terra Esfort (テレスティア・テラ・エスフォート Teresutia Tera Esfuuto?)
 Seiyū: Manaka Iwami
La segunda princesa del Reino. Se enamoró de Cain después de que él la salvó a ella y a Silk.
Silk von Santana (シルク・フォン・サンタナ Shiruku fon santana?)
 Seiyū: Aya Uchida
Hija del duque Santana. Se enamoró de Caín después de que él la salvó a ella y a Telestia.
Tifana (ティファーナ Tifāna?)
 Seiyū: Sora Tokui
Es una caballero elfa e hija de un duque de las regiones del norte del reino. Conoce a Caín y se interesa por él, convirtiéndose más tarde en su tercera prometida.
Reine von Silford (ライネ・フォン・シルフォード Raine fon shirufōdo?)
 Seiyū: Miharu Hanai
La hermana mayor de Cain que lo adora.
Silvia (シルビア Shirubia?)
 Seiyū: Natsu Yorita
La criada personal de Cain.
Garm (ガルム Garumu?)
 Seiyū: Kōsuke Toriumi
El padre de Cain y un margrave de la alta nobleza. Tiene 2 esposas, Sarah y Maria.
Sarah (サラ Sara?)
 Seiyū: Aki Toyosaki
La segunda esposa de Garm y madre de Reine y Cain.
Rex Terra Esfort (レックステラエフォート Rekkusuteraefōto?)
 Seiyū: Hidenari Ugaki
Rey del reino de Esfort y padre de Telestia
Eric von Santana Malpeque (エリックフォンサンタナマルペク Erikkufonsantanamarupeku?)
 Seiyū: Tarusuke Shingaki
Duque de Santana y padre de Silk
Milly (ミリィ Miri?)
 Seiyū: Saori Ōnishi
Es una aventurera de rango D que junto con Nina fue contratada como tutora de Cain von Silford.
Nina (ニーナ Nīna?)
 Seiyū: Hibiku Yamamura
Es una aventurera que junto con Milly fue contratada como tutora de Cain von Silford.

### Dioses
Zenom (ゼノム Zenomu?)
 Seiyū: Tomomichi Nishimura
El dios creador del mundo.
Rime (ライム Raimu?)
 Seiyū: Sakura Nakamura
Diosa de la muerte y el renacimiento.
Reno (レノ?)
 Seiyū: Riho Sugiyama
Diosa de la Magia.
Sarnos (サーノス Sānosu?)
 Seiyū: Ikuto Kanemasa
Dios de la guerra
Grim (グリム Gurimu?)
 Seiyū: Ryo Yamata
Dios de la tecnología.
Panam (パナム Panamu?)
 Seiyū: Masayuki Fujibuchi
Dios del Comercio.
Bela (ベラ Bera?)
 Seiyū: Wakana Kuramochi
Diosa de la Tierra.
Aarón (アーロン Āron?)
 Seiyū: Marina Inoue
El Dios de la Diversión y principal antagonista. Aaron fue anteriormente el octavo miembro de los dioses de los siete pilares, pero un día hizo que la humanidad participara en un juego de muerte masiva. Los otros dioses convocaron a héroes de otro mundo para detenerlo y sellarlo, tarea que fue cumplida por Yuuya y los padres de Kazuya. Sin embargo, 300 años después el sello se rompe y Aarón logra liberarse.

### Otros personajes
Yuuya Terra Hirasawa Esfort (ユウヤテラ平沢エスフォート店 Yuuyatera Hirasawa esufōto?)
 Seiyū: Ryōta Ōsaka
Anteriormente conocido como Yuuya Hirasawa, es el primer rey del Reino de Esfort. Yuuya había reencarnado junto con los padres de Kazuya, los cuales sellaron al malvado dios Aarón. Después se convirtió en el Dios de la Creación de su propio mundo, Fabneil. Yuuya teletransporta a Cain a su mundo para entrenarlo ante el inminente regreso de Aarón y le cuenta la verdad de sus padres.
Megumi (メグミ Megumi?) y Seiya (セイヤ Seiya?)
 Seiyū: Sayuri Yahagi (Megumi), Toru Akiyoshi (Seiya)
Los padres de Kazuya. Ambos murieron en un accidente de tránsito, pero fueron reencarnados junto con Yuuya. Posteriormente formaron un grupo con Yuuya para enfrentar al dios Aarón, donde murieron luchando contra el malvado dios. Años después, Yuuya le muestra a Kazuya (ahora como Cain) la tumba de sus padres.

## Contenido de la obra

### Novela ligera
Tensei Kizoku no Isekai Bōken Roku es escrita por Yashu, quien comenzó a publicarla el 28 de octubre de 2016 en el sitio web de publicación de novelas generadas por usuarios Shōsetsuka ni Narō. La serie fue adquirida más tarde por Hifumi Shobō, quien comenzó a publicar la serie con ilustraciones de Mo el 15 de junio de 2017 bajo su sello Saga Forest. Hasta el momento se han lanzado seis volúmenes.
| Volúmenes de novelas ligeras publicadas | Volúmenes de novelas ligeras publicadas | Volúmenes de novelas ligeras publicadas |
| Número                                  | Fecha de publicación                    | ISBN                                    |
| --------------------------------------- | --------------------------------------- | --------------------------------------- |
| 1                                       | 15 de junio de 2017                     | ISBN 978-4-89-199434-1                  |
| 2                                       | 15 de noviembre de 2017                 | ISBN 978-4-89-199465-5                  |
| 3                                       | 15 de mayo de 2018                      | ISBN 978-4-89-199501-0                  |
| 4                                       | 15 de noviembre de 2018                 | ISBN 978-4-89-199526-3                  |
| 5                                       | 15 de mayo de 2019                      | ISBN 978-4-89-199562-1                  |
| 6                                       | 15 de diciembre de 2019                 | ISBN 978-4-89-199608-6                  |

### Manga
Una adaptación a manga, ilustrada por Nini, comenzó a serializarse en el sitio web Mag Comi de Mag Garden el 25 de marzo de 2018. Mag Garden recopila los capítulos individuales en volúmenes tankōbon. El primer volumen se publicó el 15 de noviembre de 2018, y hasta el momento se han lanzado ocho volúmenes.
En diciembre de 2020, Seven Seas Entertainment anunció que obtuvo la licencia de la adaptación del manga para su publicación en inglés.
| Volúmenes de manga publicados | Volúmenes de manga publicados | Volúmenes de manga publicados |
| Número                        | Fecha de publicación          | ISBN                          |
| ----------------------------- | ----------------------------- | ----------------------------- |
| 1                             | 15 de noviembre de 2018       | ISBN 978-4-80-000805-3        |
| 2                             | 31 de mayo de 2019            | ISBN 978-4-80-000860-2        |
| 3                             | 13 de diciembre de 2019       | ISBN 978-4-80-000924-1        |
| 4                             | 14 de mayo de 2020            | ISBN 978-4-80-000971-5        |
| 5                             | 13 de noviembre de 2020       | ISBN 978-4-80-001033-9        |
| 6                             | 14 de mayo de 2021            | ISBN 978-4-80-001091-9        |
| 7                             | 14 de diciembre de 2021       | ISBN 978-4-80-001157-2        |
| 8                             | 13 de mayo de 2022            | ISBN 978-4-80-001214-2        |

### Anime
Una adaptación de la serie a anime, titulada Tensei Kizoku no Isekai Bōken Roku: Jichō o Shiranai Kamigami no Shito (転生貴族の異世界冒険録〜自重を知らない神々の使徒〜?), se anunció el 5 de agosto de 2022. Será producida por los estudios EMT Squared y Magic Bus, con un estreno previsto para abril de 2023. Crunchyroll obtuvo la licencia de la serie fuera de Asia.

#### Lista de episodios
| N.º | Título | Dirigido por                                     | Escrito por                 | Fecha de emisión original |
| --- | --- | ------------------------------------------------ | --------------------------- | ------------------------- |
| 1 | «Y acabé reencarnando» Transcripción: «Tensei Shichaimashita» (en japonés: 転生しちゃいました)                           | Noriyuki Nakamura                                | Saeka Fujimoto              | 2 de abril de 2023        |
| Kazuya es un joven que muere en la Tierra salvando a dos chicas. Debido a eso, se reencarna en otro mundo en el cuerpo de Cain, un niño de tres años.                                                                                    | |                                                  |                             |                           |
| 2 | «Mis profesoras son aventureras» Transcripción: «Katei Kyōshi wa Bōkensha» (en japonés: 家庭教師は冒険者)                | Mitsutaka Noshitani                              | Jun Narita                  | 9 de abril de 2023        |
| Cain comienza a estudiar bajo la atenta mirada de dos aventureras de clase D... que se sienten abrumadas rápidamente por las enormes habilidades de su nuevo pupilo.                                                                     | |                                                  |                             |                           |
| 3 | «A la Capital Real» Transcripción: «Iza Ōto e» (en japonés: いざ王都へ)                                                  | Hiroyuki OkunoNoriyuki Nakamura                  | Rinrina                     | 16 de abril de 2023       |
| Cuando Cain, de camino a la Capital Real, ayuda a un carruaje en apuros, no esperaba verse como resultado en una peculiar situación...                                                                                                   | |                                                  |                             |                           |
| 4 | «Presentándose en la Capital Real» Transcripción: «Ōto Ohirome-kai» (en japonés: 王都お披露目会)                         | Yasumi Mikamoto                                  | Rinrina                     | 23 de abril de 2023       |
| Cain tiene que hacer su presentación oficial en sociedad, así que en la Capital Real se prepara para ello, aunque nuevamente, dos poderosos hombres no lo perderán de vista.                                                             | |                                                  |                             |                           |
| 5 | «Bienvenidos a mi supermansión» Transcripción: «Yarisugi Yashiki e Yōkoso» (en japonés: やりすぎ屋敷へようこそ)          | Takashi Satō                                     | Natsuko TakahashiJun Narita | 30 de abril de 2023       |
| Cain estrena su nueva mansión, pero... ¿tiene que hacer otra fiesta? | |                                                  |                             |                           |
| 6 | «Una cita con la capitana más fuerte» Transcripción: «Saikyō Kishi Danchō to no Dēto» (en japonés: 最強騎士団長との決闘) | Mitsutaka Noshitani                              | Masahiro Ōkubo              | 7 de mayo de 2023         |
| Cain conoce a Tijuana, la capitana, quien no dudará en retarlo a un duelo tras saber de sus hazañas. | |                                                  |                             |                           |
| 7 | «Cain, el aventurero novato» Transcripción: «Shinjin Bōkensha Kain» (en japonés: 新人冒険者カイン)                       | Toshikatsu Tokoro                                | Jun Narita                  | 14 de mayo de 2023        |
| Cain comienza con su vida de aventurero, pero como era de esperar, sus grandes habillidades no tardarán en ponerle en aprietos... y Tijuana no ayuda.                                                                                    | |                                                  |                             |                           |
| 8 | «La Real Academia» Transcripción: «Ōritsu Gakuen» (en japonés: 王立学園)                                                 | Kazuya Kitō                                      | Rinrina                     | 21 de mayo de 2023        |
| Cain comienza su examen en la Real Academia, y aunque no quiere destacar, como siempre, acabará haciéndolo de nuevo. | |                                                  |                             |                           |
| 9 | «Entrenamiento» Transcripción: «Shugyō» (en japonés: 修行)                                                               | Noriyuki Nakamura                                | Saeka Fujimoto              | 28 de mayo de 2023        |
| ¿Quién es el misterioso hombre con el que se encontró Cain y por qué sabe de su pasado? No tardará en descubrir que tiene más relación con él de la que esperaba, y que pese a sus ideas, su nivel es más bajo de lo que podría parecer. | |                                                  |                             |                           |
| 10 | «Las pruebas de un aventurero de rango A» Transcripción: «Ē Ranku Bōkensha no Shiren» (en japonés: Aランク冒険者の試練)  | Nana ImanakaNoriyuki NakamuraMitsutaka Noshitani | Masahiro Ōkubo              | 4 de junio de 2023        |
| Tras regresar de su largo entrenamiento en el mundo de Yuuya, Cain necesita resolver algunos asuntos pendientes que quedaron sin resolver durante su ausencia.                                                                           | |                                                  |                             |                           |
| 11 | «Se avecina un ataque» Transcripción: «Hanran no Yochō» (en japonés: 氾濫の予兆)                                         | Mitsutaka Noshitani                              | Masahiro Ōkubo              | 11 de junio de 2023       |
| Por fin se permite a Cain asistir a una clase práctica. Todo parece seguro hasta el momento en que utiliza su maná. | |                                                  |                             |                           |
| 12 | «Me convierto en el señor de un dominio» Transcripción: «Soshite Ryōshu ni Naru» (en japonés: そして領主になる)          | Noriyuki Nakamura                                | Natsuko Takahashi           | 18 de junio de 2023       |
| Cain entra en batalla directa con Aaron, antiguo Dios de la Diversión, para proteger al país y al pueblo que tanto ama. | |                                                  |                             |                           |

## Recepción
MrAJCosplay de Anime News Network elogió el sistema mágico de la serie, aunque sintió que nada fue muy memorable.
La serie ha vendido más de 2,5 millones de copias.